# Leiophron metacarpalis
Leiophron metacarpalis är en stekelart som beskrevs av Vladimir Ivanovich Tobias och Saidov 1997. Leiophron metacarpalis ingår i släktet Leiophron och familjen bracksteklar. Inga underarter finns listade i Catalogue of Life.